# Cantone di Bruyères
Il Cantone di Bruyères è una divisione amministrativa dell'arrondissement di Épinal e di Saint-Dié-des-Vosges.
A seguito della riforma complessiva dei cantoni del 2014 è passato da 30 a 51 comuni.

## Composizione
Prima della riforma del 2014 comprendeva i comuni di:
- Aydoilles
- Beauménil
- Bruyères
- Champ-le-Duc
- Charmois-devant-Bruyères
- Cheniménil
- Destord
- Deycimont
- Docelles
- Dompierre
- Fays
- Fiménil
- Fontenay
- Girecourt-sur-Durbion
- Grandvillers
- Gugnécourt
- Laval-sur-Vologne
- Laveline-devant-Bruyères
- Laveline-du-Houx
- Lépanges-sur-Vologne
- Méménil
- La Neuveville-devant-Lépanges
- Nonzeville
- Padoux
- Pierrepont-sur-l'Arentèle
- Prey
- Le Roulier
- Sainte-Hélène
- Viménil
- Xamontarupt

Dal 2015 comprende i comuni di:
- Aydoilles
- Badménil-aux-Bois
- Bayecourt
- Beauménil
- Belmont-sur-Buttant
- Biffontaine
- Bois-de-Champ
- Brouvelieures
- Bruyères
- Champdray
- Champ-le-Duc
- Charmois-devant-Bruyères
- Cheniménil
- Destord
- Deycimont
- Docelles
- Domèvre-sur-Durbion
- Domfaing
- Dompierre
- Fays
- Fiménil
- Fontenay
- Fremifontaine
- Girecourt-sur-Durbion
- Grandvillers
- Gugnécourt
- Herpelmont
- Jussarupt
- Laval-sur-Vologne
- Laveline-devant-Bruyères
- Laveline-du-Houx
- Lépanges-sur-Vologne
- Méménil
- Mortagne
- La Neuveville-devant-Lépanges
- Nonzeville
- Padoux
- Pallegney
- Pierrepont-sur-l'Arentèle
- Les Poulières
- Prey
- Rehaupal
- Les Rouges-Eaux
- Le Roulier
- Sainte-Hélène
- Sercœur
- Vervezelle
- Villoncourt
- Viménil
- Xamontarupt
- Zincourt